# Michel Harvey
Michel Harvey (né le 31 janvier 1937 à Alma au Canada et mort le 12 février 2017 à Alma) est un joueur de hockey sur glace professionnel qui évoluait à la position de centre. Il a notamment joué avec les Nordiques de Québec dans l’Association mondiale de hockey. Il est le premier hockeyeur originaire d'Alma à avoir évolué dans les rangs professionnels.

## Carrière de joueur
Michel Harvey a évolué avec l’équipe junior de sa grande région natale du Saguenay-Lac-Saint-Jean, les Aiglons d'Alma de la ligue junior régionale. Il s'est ensuite aligné avec les Saguenéens de Chicoutimi de la Ligue senior provinciale (1957). Ensuite il est passé au As de Québec et aux Bears de Hershey de la Ligue Américaine de hockey. Il a joué 40 matches avec les Nordiques de Québec de la Ligue mondiale de hockey. Son jeune frère, Gilbert, a suivi ses traces avec les Aiglons puis dans la ligue junior provinciale avec Victoriaville. Harvey a connu beaucoup de succès avec les As de Québec notamment en 1961-1962 où il est le deuxième pointeur de l’équipe. En 1963-1964, il continue son périple aux États-Unis, toujours dans la Ligue américaine de hockey, en évoluant pour les Bears de Hershey pour deux saisons. En 1965, il va en finale de la Coupe Calder avec son équipe mais il ne remporte pas les grands honneurs. L’année suivante, il quitte pour une saison la LAH pour aller dans la Western Hockey League s’aligner pour les Seals de San Francisco. Il connaît une très bonne saison et est le deuxième pointeur de cette équipe. Après ce court passage dans l’Ouest, il revient pour de bon avec les Bears où il évolue pour 5 autres saisons dans la ville du chocolat. L’apogée de sa carrière à Hershey survient durant la saison 1968-1969 où il connaît la meilleure saison de sa carrière en inscrivant 93 points et en remportant la Coupe Calder avec son équipe.
En 1971-1972, il prend une pause du hockey pour une saison. Il revient à la compétition l’année suivante en évoluant pour la première saison des Nordiques de Québec dans la nouvelle ligue de hockey, l’Association mondiale de hockey.

## Carrière d’entraineur
L’année suivante, il joue un nouveau rôle en devenant joueur-entraîneur avec l’équipe-école des Nordiques, les Nordiques du Maine. Il connaît une bonne saison amenant l’équipe aux séries éliminatoires mais perdant au premier tour. Il est de retour l’année suivante comme entraineur mais pas comme joueur car ayant pris sa retraite. Il n'est présent que durant les 10 premières parties. Subissant 10 défaites, il démissionne de son poste.

## Homme d’affaires
Après ses carrières de joueur et d’entraineur professionnel terminées, il revient dans la région de sa ville natale où il est le Gérant du Club de golf Birchale pendant 10 ans. En 1985, il ouvre son propre commerce, une Tabagie, à la Plaza d’Alma, le centre commercial de la ville.

## Décès
Michel Harvey meurt dans sa ville de naissance, Alma, le 12 février 2017 à l'âge de 80 ans.